# Cattedrale di Blois
La cattedrale di San Luigi (in francese: cathédrale Saint-Louis de Blois) è il principale luogo di culto cattolico di Blois, nel dipartimento del Loir-et-Cher. La chiesa, sede del vescovo di Blois, è monumento storico di Francia dal 1906.